# Urophora nigricornis
Urophora nigricornis är en tvåvingeart som beskrevs av Friedrich Georg Hendel 1910. Urophora nigricornis ingår i släktet Urophora och familjen borrflugor.
Artens utbredningsområde är Turkmenistan. Inga underarter finns listade i Catalogue of Life.